# Акривос, Андреас
Андреас Акриво́с (греч.  Ανδρέας Ακριβός; 13 июня 1928, Афины — 17 февраля 2025, Стэнфорд, Калифорния) — современный греческий и американский физик. Один из известнейших мировых учёных XX века в области гидродинамики, входит в число наиболее цитируемых учёных в мире согласно ISI. Член НАН США и Афинской академии (2011), удостоен Национальной научной медали США (2001).

## Биография
Его отец был директором и совладельцем текстильной фабрики, мать принадлежала к семье судовладельцев.
Окончил начальную школу и гимназию в Афинах. Тройная, германо-итало-болгарская, оккупация Греции (1941—1944) помешала ему получить техническое образование. После войны он уехал в США, с целью получить инженерное образование и по возвращении в Грецию создать собственную фабрику.
Получил степень бакалавра в 1950 году в Сиракузском университете, степень магистра в 1951 году в Миннесотском университете, степень доктора в 1954 году там же, в Миннесотском университете; все степени в химической инженерии.
Акривос считается одним из величайших учёных XX века в области гидродинамики.
В 1954 году Акривос начал преподавать в Калифорнийском университете в Беркли.
В 1962 году он перешёл в Стэнфордский университет, где оказал содействие профессору Дэвиду Мейсону (David Mason) составить одну из лучших химико-технологических программ в мире.
В 1987 году Акривос стал профессором в Городском колледже Нью-Йорка, заняв кафедру скончавшегося гидродинамика Вениамина Левича.
Акривос ушёл на пенсию в 2001 году. Его академическое генеалогическое древо (известные ученики и ученики его учеников) насчитывает более 400 человек.
Член НАН США (1991) и Американской академии искусств и наук (1993).
В 2011 году стал членом-корреспондентом Афинской академии.
Скончался 17 февраля 2025 года в Стэнфорде, штат Калифорния, в возрасте 96 лет.
Награды
- Национальная научная медаль США, 2001
- Премия Американского физического общество по гидродинамике (Fluid Dynamics Prize (APS)), 1991[10]
- Медаль Д. Тейлора, Общество инженерных наук (Society of Engineering Science, 1988)[11]